# Carl Axel Nordman

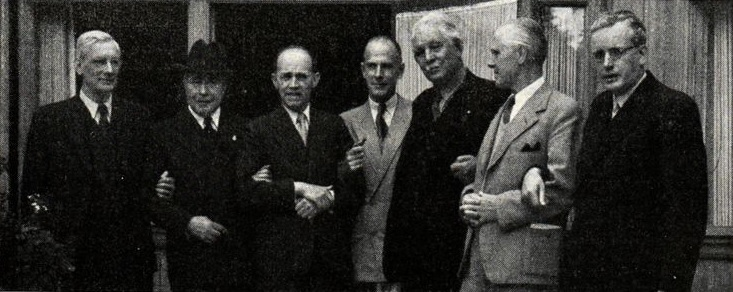
Från den internationella arkeolog- och konsthistorikerkonferensen i Visby 1945. Carl Axel Nordman i mitten.

Carl Axel Nordman, född den 28 januari 1892 i Helsingfors, död den 27 februari 1972 i Helsingfors, finländsk arkeolog, konsthistoriker, museiman, föreståndare för historiska avdelningen vid Nationalmuseet 1930-36 och statsarkeolog 1936-59 (efter Juhani Rinne).

## Forskargärning
C. A. Nordman blev filosofie doktor 1919 med avhandlingen Studier öfver gånggriftkulturen i Danmark (1918) och docent i förhistorisk arkeologi vid Helsingfors universitet 1921. Från 1924 var han redaktör för Finska fornminnesföreningens tidskrift och från 1930 för Acta archæeologica.
Han studerade Ålands stenålder och Karelens järnålder samt Finlands medeltidskonst. Den bäst kända gruppen bland stenålderns konstföremål är djurhuvudsföremålen av sten, vilka har behandlats i ett flertal studier av Nordman (samt även Julius Ailio och Christian Carpelan).

### Svenskhet
Våren 1914 utgav Svenska studenters partidelegation i Helsingfors en samling uppsatser, Svenskt i Finland. Ställning och strävanden. I inledningen framhålls att svenskhetsrörelsen sedan några år befann sig i ett nytt skede - man syftade naturligtvis på lantdagsreformens konsekvenser 1906.
C. A. Nordman var även svenskhetsideolog i Finland. I skriften Svenskt i Finland  sammanfattade han den svenskpolitiska historiesynen, och framhävde att sten-, brons- och den tidiga järnåldern i sydvästra Finland var skandinavisk, men att de inflyttade finnarna ersatt den. Vad står det i hans bidrag "Förfäder och fornfinnar"? "När kommo svenskarna till Finland? Vem jagade först i våra skogar, drog först sina nät i våra sjöar och havsvikar? Var det svensk eller finne?" Detta är begynnelseorden. "Historien, den ur skriftliga uppteckningar talande, som i södern kastar ljus över händelser århundraden före vår tideräknings början, når ej långt hos oss. Uppgifter, rörande äldre tider än Erik den heliges, ha vi nästan inga." Här behövs arkeologi, antropologi och filologi - främst ortnamnsforskning. Texten slutar: "En våg vid en strand tyckes den svenska stammen i Finland. Med brus går den långt över kusten i gammal förhistorisk tid, så svallar den tillbaka under järnåldern, segrar åter, då korsfararnes sköldar och hjälmar skina över landet, och blir under sekler bärare av västerländsk odling i Österland."

### Övriga källor
1. 1 2 3  Carl Axel Nordman, Biografiskt lexikon för Finland, Svenska litteratursällskapet i Finland, Biografiskt Lexikon för Finland ID (urn.fi): 5413-1416928958019.[källa från Wikidata]
2. ↑  Bibliothèque nationale de France, BnF Catalogue général : öppen dataplattform, id-nummer i Frankrikes nationalbiblioteks katalog: 123841225.[källa från Wikidata]
3. ↑  Carlquist, Gunnar, red (1937). Svensk uppslagsbok. Bd 20. Malmö: Svensk Uppslagsbok AB. sid. 89-90
4. ↑  Svenskt i Finland 1914, s. 24, 43